# Préaux-Bocage
Préaux-Bocage är en kommun i departementet Calvados i regionen Normandie i norra Frankrike. Kommunen ligger i kantonen Évrecy som ligger i arrondissementet Caen. År 2022 hade Préaux-Bocage 113 invånare.

## Befolkningsutveckling
Antalet invånare i kommunen Préaux-Bocage
Referens:INSEE